# 百塚怜
百塚 怜（ひゃくづか れい、1990年〈平成2年〉1月12日 - ）は、日本の政治家。元・上市町議会議員(１期)。無所属・無党籍。

## 経歴
富山県滑川市生まれ。滑川市立南部小学校、滑川市立滑川中学校、富山県立魚津高等学校、国立病院機構 金沢医療センター附属金沢看護学校を卒業。2011年に看護師免許を取得。2013年-2021年まで厚生連滑川病院に勤務していた。2021年上市町議会議員選挙に出馬し当選(無所属無党籍)。2023年、富山県議会議員選挙 中新川郡選挙区(無所属無党籍)への出馬に伴い自動失職し、落選。2024年富山県知事選挙(無所属無党籍。日本共産党推薦、社会民主党富山県連支持)に出馬し、新田八郎との一騎打ちの末、落選。北陸では珍しい、反自民の無所属政治家。

## 選挙歴
2021年　上市町議会議員選挙に出馬。719票(得票率)を得て当選(無所属無党籍)。
2023年富山県議会議員選挙 中新川郡選挙区(無所属無党籍)。2,345票(得票率14.1%)で落選。
2024年富山県知事選挙(無所属無党籍。日本共産党推薦、社会民主党支持)。85,115票(得票率18.7％)で落選。

## 幼少期のエピソード
富山県滑川市で生まれ、東福寺野という自然豊かな中山間地で、頑固な父、寛大な母、弟に優しい兄、働き者の祖父らに囲まれて育った。
父は百塚が小学校に上がるころ、動物愛護の精神から菜食主義に目覚め家族にも菜食を強いるようになった。そのため、百塚は小学校でも菜食を貫くが、給食は日によって、米やパンなどの主食しか食べられないような日も多く、ひもじい思いをすることも多かった。当時の両親は、給食の不足分を補うおかずなどを持たせる発想がなかった。百塚も、当時は両親の正しさとその状況を疑うことが出来ず、成人してから上記のことを言語化できるようになり、両親から謝罪を受けた。(現在の百塚は野菜中心の食事を好む傾向にはあるが、菜食主義ではない)
父はドラえもんやかりあげクンなどの漫画を読みふける小学生の百塚を見て、「テレビだけでも禁止しなければ、だら(富山弁でバカの意)になるかもしれん」と危惧して、百塚が小学生のころ、数年、テレビを見させない時期があった。
両親は夫婦で小さな学習塾を経営しており、夕方～夜は不在がちだった。百塚は、幼いころから父方の祖父と同居しており、祖父は晩年認知症を患っていた。百塚は小学校４年生～５年生の１年間、認知機能が低下した祖父の介護を担い、ヤングケアラーとしての日々を過ごしていた。子どもにとって掃除用のゴム手袋は扱いにくく、祖父が廊下に粗相した排泄物を素手で掃除し、水洗いまでしていた。
小学校６年生から合気道の修行を開始。「これは死ぬまでやりたい！」と直感した。(現在、合気道四段を認可されている)

## 中学生～専門学校時代
小学生時代、父と富山駅にいると、ノーベル賞を受賞して話題になっていた田中耕一氏の帰郷の場面に遭遇し、北日本新聞の取材を受けたことがある。その影響もあってか、中学時代は科学部に入部した。習い事として合気道に打ち込む傍ら、放課後はのんびり実験を楽しむ生活を送っていた。夏休みに参加した化石教室で、化石を掘る楽しさに目覚め、古生物学者を夢見る時期もあった。
14歳の挑戦(富山県の職業体験)では、母校の保育所に行く。子どもに関わる仕事、あるいはお年寄りに関わる仕事に魅力を感じるようになった。
高校時代は富山県東部にある魚津高校に通っていた。高校１年生のとき、授業の進度についていけなくなる。同時に、兄が県外の私立大学に進学していたことで家計がひっ迫し、毎日のように両親から「お金がない」と聞かされ、自身の成績と家計を理由に進学を諦めるようになった。高卒で公務員を目指そうか、プロの武道家を目指そうか考える。高校２年生のとき、本格的な進路希望調査用紙が渡されたが公務員や武道家では、自分の未来をはっきり描けなかった。夏のある日、母に泣きながら相談。当時、整形外科クリニックで働いていた母の勧めで、看護師を目指すことを決めた。
「看護師」と決めたその日に志望校も確定。高校卒業後、第一志望であった国立病院機構 金沢医療センター附属金沢看護学校に進学した。
魚津高校では落ちこぼれだったが、センター試験では文系科目平均７割得点できた(理系は壊滅)。金沢大学医学部保健学域を記念受験し、不合格となっている。金沢医療センター附属金沢看護学校は、百塚の受験した年から英語、国語、数学の科目に変更となったおかげで、合格することが出来た。
看護学校では１学年80人のうち、１割強が男性であり、そのうち半分が社会人経験のある同級生だった。年上の男子同級生らと行動を共にすることが多く、勉学はかなり真面目に取り組み、プライベートでは童心に帰るような感覚で男子同級生らと謳歌した。最高学年の３年生になってからは、自治会(高校でいう生徒会)の会長になり、学校祭などを牽引した。

## １度目の看護師時代
看護師免許取得後、石川県内の総合病院で外科系急性期病棟に勤務。急変対応の基本を学ぶ。
２年目から透析室と病棟を兼務するが、夜勤と上層部の雰囲気に馴染めず退職。
その後、富山県内の民間保育所の非常勤看護師となるが、内科や小児科経験の重要性を痛感し退職。
2013年、「内科で修行させてほしい」と地元の厚生連滑川病院の採用試験を受け、試験終了直後に採用通知を手渡しされる。厚生連滑川病院では希望通り内科急性期病棟に配属され、百塚にとって素晴らしい上司・先輩・後輩に恵まれた。内科の医師らは、それぞれかなり個性的だったが、なんだかんだ百塚の意見を判断材料に使ってくれることが多く、チームプレーが取りやすかったと感じている。
石川県の総合病院時代から厚生連１年目にかけて、急変の兆しに気づけず患者の様態が悪化したり、看取り前提の患者に、家族との最期の時間を持たせてあげることが出来ないことがあった。そこで急変対応には循環器や呼吸器などの知識が重要だと判断し、自費でBLS(一次救命処置)やACLS(二次救命処置)、県外での救急看護の研修などに行くようになった。
上司の勧めで北里大学看護キャリア開発・研究センターの慢性心不全看護認定看護師養成課程を受験し、合格。半年間、神奈川県相模原市に居を移し、研修を受ける。受講中、文献などでしか目にしたことのない検査・治療法も多く、「実務経験の大切さ」を痛感する。
2017年に慢性心不全看護認定看護師を取得した。勤務する病院の内外で、心不全看護について啓発を行い、患者への生活指導を行う。
認定看護師取得後、急変の予兆に気づける後輩・新人看護師の育成、ベテラン看護師の意識改革などに重点をおいて院内教育に携わった。
百塚の急変対応に関する実戦的な知識は、認定看護師取得後の独学によるところが大きい。
百塚は「在宅分野など病院以外のフィールドで看護師として働いて、ケアを受ける人の命や生活を守るには、救急医学の知識に基づく判断とケアが行えることが重要だ」と感じている。

## 長男の誕生
認定看護師養成研修を終えてすぐに結婚。数年後、骨形成不全症の長男を授かる。長男は、お腹にいるとき「逆子」であり、性別すらわからなかった。逆子が治らなかったために、予定帝王切開となった。長男は誕生後、酸素飽和度が低く啼泣や手足の動きが弱いことから、緊急搬送された。搬送先で全身10数か所の骨折が見つかり、骨形成不全症の診断が下された。
「自然分娩だったら命がなかった。逆子だったのは、生きて生まれようとしてくれた、奇跡かもしれない」と、逆子だったことに感謝した。
医師からは「骨が弱すぎると、生涯、直接の抱っこが出来ないかもしれません。そうでなくても、生涯、寝たきりかもしれない。座ることが出来ても、歩けず、車いすかもしれない。おむつを交換しているだけで骨折することがあります。絶対に自分を責めないでください。誰も悪くないんです。遺伝子の突然変異ですから。お父さんもお母さんも、絶対に自分を責めないでください」と説明された。
百塚は、この医師の言葉に今も感謝している。この言葉があったからこそ、自分や妻を責めることなく、夫婦で前向きに子育てに取り組めている。そして百塚夫妻は、長男の病気が判明した瞬間から、これまでの価値観や常識を捨てることになった。
まず、当時まだあまり知られていなかった男性の育休を10ヶ月間取得した。当時の看護師長に相談すると10分後には看護部長に呼ばれ、育休の取得が決定した。育休中には、「夫婦のどちらかが倒れても子育てに支障が出にくいよう家事スキルを同レベルにしておこう」と、妻から料理のイロハを教わり、腕を上げた。
長男誕生後、百塚は「愛情は心配ない。自分も妻も、我が子が可愛い。両家の親たちも愛情深い。行うべきは、制度や法律でこの子を守ること」と考えた。すぐさま富山県障害者相談センターにメールで長男の病気のこと、今後、どのような制度を使って、保育、進学、就職を守ればよいか問い合わせたところ、「病院のソーシャルワーカーに聞いてください」という返信がきて、その対応に憤慨した。
長男がGCUを退院して半年、保育所探しを始めたころ、偶然が重なって地域の障害者相談支援員とつながることができた。このころ、上市町内の民間保育所には「わざわざ保育士を増やして加配できるほどの補助金が出ないので、預かるのは難しい」と断られていた。町の福祉課の尽力もあり、唯一、町立の保育所が長男を受け入れてくれた。
「障害児を育てていたら働くこともままならないのか。おかしい。福祉をもっと手厚くすべきではないか」と考えるようになった。
また富山県が実施したアンケートによると、少なくとも約120名の医療的ケア児がおり、その児童の母たちの多くは、夜、まとまった睡眠を取れていない。つまり、就労なんてもってのほかという状況だということを知った。百塚は、いくつもの積もり積もった自身の経験、怒り、疑問を胸に、政治について考えるようになった。

## 上市町議会議員選挙
2021年、夏のある日。百塚は母から上市町議会議員選挙の話を聞く。ある候補者の名前を聞き、「あの人が受かりそうなら自分も受かるんじゃないか」と考え、立候補を決意した。地盤・看板・鞄がないにも関わらず、どこの政党にも属さず完全無所属として出馬することにした。「福祉第一」を掲げ、自作の政策パンフレット(後援会資料)を配って戸別訪問していると、「馬鹿じゃないか」と呆れる町民も少なからずいた。
またこの富山県において、自民党を頼らずに出馬する無所属候補は皆無に近く、ベテラン自民党町議の陣営から「あいつは共産党だ」という噂を商工会政治連盟などの自民党界隈に流された。実際、百塚は共産党町議に対し友好的に接していたため、共産党町議も「百塚さんはほとんど共産党だ」という噂を流していた。
しかし政治家の発言は厳密であるべきである。いずれの政党にも籍をもたない百塚にとって、これらは事実に基づかない噂であった。
選挙期間に入る２週間前、町内会長に挨拶に行くと、ゴキブリでも見るような目で見られた。ところが数日経って突然、町内会長が自宅に訪れ、「あんたを応援する」と言ってきた。百塚は驚いたが甘んじて身を委ねることにした。そうして、町内会の班長らと町内を１周してから選挙戦に突入したのである。
選挙公報には町内会推薦という文字が入った。地元の推薦以外は、あらゆる面で従来の選挙戦法とは異なる手法となった。選挙カーは用意せず、普段から乗っているボロボロの軽自動車にマグネット看板を貼った。ハガキ作戦、電話作戦は一切使わず、町の主要道路に朝７時～夜７時までひたすら家族や友人と立ち続け、小さな拡声器で「福祉第一」を訴えた。
ちなみに選挙期間中に町内会に手伝ってもらったのは、初日のポスター貼りと、１回だけ行った演説会の会場設営・受付・進行だった。
「子どもが、『毎日、学校の行きも帰りも、ずっと百塚さんがいる』と驚いていた。あれが町民の心を掴んだのではないか」という町民もいた。
結果、719票を獲得して当選を果たすことが出来た。

## 上市町議会議員１期目
議員任期開始後、百塚は「健康に不安のある児童が不登校気味で、看護師としてスタディメイトに加わってフォローしてくれないか。現場のことを知ってほしい」と町の教育コーディネーターから要請され、町立小学校において有償ボランティアを開始した。ところが、自民党のベテラン町議から教育委員会事務局に圧力が掛かり、「百塚議員の立場が危うくなっては困る」という事務局からの進言で、辞めることになった。
また、当時はコロナ禍であった。百塚は、議員全員視察の予定立案時から「まだ議会として、県外に行くべきではない」と進言していたが、他の議員らは全く意に返さず、オミクロン株増加時に視察へと出発した。
一般質問において、提案に関わる物の提示が質問席で可能か問い合わせたが、拒否された。子育てを理由にオンライン視察を提案したところ、「オンラインでは先方に失礼だ」という理由で却下された。
定例議会について、議会と議会事務局に「YouTubeにアップし、誰でも見れるようにすべきだ」と提案するが、却下される。